# Dominick Cruz
Dominick Rojelio Cruz, mais conhecido apenas Dominick Cruz (Tucson, 9 de Março de 1985), é um lutador de MMA e ex-campeão peso-galo do UFC. Cruz possui vitórias notáveis em sua carreira, como a vitória que lhe rendeu o cinturão do WEC e posteriormente do UFC, sobre o até então invicto Brian Bowles. Ele possui duas vitórias sobre o principal desafiante do cinturão dos Pesos Galos Joseph Benavidez, além de vencer o recordista de defesas de cinturão do UFC, e um dos melhores lutadores peso-por-peso de todos os tempos, o ex-campeão peso-mosca Demetrious Johnson e o atual campeão dos pesos galos T.J. Dillashaw. Cruz possui um estilo de luta próprio, misturando um Boxe clássico de esquivas, com chutes e joelhadas do Muay Thai.Cruz é considerado o melhor peso galo da história.

## Carreira no MMA
Cruz começou a sua carreira profissional de MMA lutando no Rage in a Cage e na organização Total Combat. Cruz acumulou uma sequência invicta de nove vitórias.

### World Extreme Cagefighting
Sua primeira luta no WEC foi no peso pena em uma luta pelo cinturão, contra o Urijah Faber no qual ele perdeu por finalização através de uma guilhotina no primeiro round. Só então, Cruz decidiu descer de categoria e lutar na divisão dos pesos galos, estréia nessa divisão foi no WEC 34 derrotando Charlie Valencia por decisão unânime e continuaria a mostrar a domínio nessa divisão ao derrotar Ian McCall e Ivan Lopez. Após demonstrar três incríveis desempenhos, Cruz encarou o principal de desafiante ao cinturão dos Pesos Galos, o até então invicto Joseph Benavidez, em um combate duro a precisão dos golpes de Cruz fizeram a diferença e ele conseguiu impor a primeira derrota da carreira de Benavidez, por decisão unânime (30-27, 29-28, 29-28). Pelo grande desempenho, Cruz recebeu o prêmio de "Luta da Noite", e a chance de disputar o cinturão dos Pesos Galos do WEC.
Cruz derrotou o Campeão Brian Bowles em 6 de março de 2010 no WEC 47. Bowles foi incapaz de continuar após o segundo round depois de quebrar a mão. Cruz se tornou o novo Campeão dos Pesos Galos do WEC. A primeira defesa de cinturão de Cruz foi uma revanche contra Joseph Benavidez em 18 de agosto de 2010 no WEC 50. E novamente, sendo muito mais preciso nos seus golpes Cruz conseguiu derrotar Benavidez de novo, dessa vez por decisão dividida (47-48, 48-47, 49-46). Foi anunciado na mesma noite que Scott Jorgensen seria o próximo na fila para disputar o cinturão de Cruz.
Cruz enfrentou Jorgensen em 16 de dezembro de 2010 no WEC 53. A luta marcou a transição do cinturão dos Pesos Galos do WEC para UFC, após a fusão das duas organizações. No combate, Cruz usou todo o talento do seu estilo de luta para comandar o combate e se aproveitando dos erros de seu adversário, conseguiu várias quedas durante a luta e um knockdown no terceiro round. Cruz venceu por decisão unânime (triplo 50-45), e além de realizar a ultima defesa de cinturão no WEC, se tornou o Primeiro Campeão dos Pesos Galos do UFC.

### Ultimate Fighting Championship
Em 28 de outubro de 2010, World Extreme Cagefighting se fundiu com o Ultimate Fighting Championship. Como parte da fusão, todos os lutadores do WEC foram transferidos para o UFC. A revanche com o Urijah Faber ocorreu em 2 de julho, 2011, UFC 132 sendo a primeira defesa do novo título dos Pesos Galos do UFC. Em uma luta muito disputada, Cruz derrotou Faber decisão unânime via para manter seu título e vingar a única perda em seu registro. Após o combate, Cruz foi premiado com sua faixa azul sob Lloyd Irvin, Jr.
Cruz derrotou o futuro Campeão Peso Mosca do UFC, Demetrious Johnson. Por decisão unânime em 01 de outubro de 2011 em UFC on Versus 6, em sua segunda defesa título do UFC.

#### Três anos sem lutar e Perda de cinturão
Cruz foi agendado para treinar o The Ultimate Fighter: Live, para pesos leves contra o treinador adversário Urijah Faber. A terceira luta entre Cruz e Faber aconteceria no dia 7 de julho de 2012 no UFC 148, porém uma lesão no ligamento cruzado anterior o impossibilitou de lutar.
Cruz enfrentaria o Campeão Interino Renan Barão em 1 de fevereiro de 2014, no UFC 169, pela Unificação do Cinturão Peso Galo do UFC, porém, no dia 6 de janeiro de 2014, menos de um mês para a luta, foi anunciado por Dana White que uma lesão tirou o lutador norte-americano do evento, como resultado disso, seu título foi retirado e ele substituído por Urijah Faber para lutar na luta principal do evento.
Depois de três anos afastado do MMA, Cruz enfrentou o japonês Takeya Mizugaki em seu retorno no dia 27 de setembro de 2014 no UFC 178. Dominick atropelou o japonês com um nocaute técnico avassalador logo no primeiro minuto de combate.

### Nova lesão e a reconquista do cinturão
Após o retorno triunfante contra Takeya Mizugaki, Cruz sofreu novo rompimento da ligação do joelho.
Logo após ser liberado para voltar a treinar, Cruz foi colocado para enfrentar o campeão T.J. Dillashaw em 17 de Janeiro de 2016 no UFC Fight Night: Dillashaw vs. Cruz, voltando a se tornar campeão dos galos, depois de 2 anos sem o cinturão devido a constantes lesões. Cruz venceu TJ por decisão dividida, assim conquistando pela segunda vez o Cinturão dos Pesos Galos do UFC.

#### Fim da trilogia com Uriah Faber
Com uma vitória para cada lado, os arquirrivais Urijah Faber e Dominick Cruz se enfrentaram no UFC 199 no dia 4 de junho em Los Angeles, disputando o título dos pesos-galos do UFC. E, mais uma vez, quem saiu vencedor foi Dominick Cruz, mantendo o cinturão por decisão unânime dos juízes (50-45, 50-45 e 49-46).

#### Perda do cinturão
Dominick foi escalado para fazer parte do card do UFC 207, realizado no dia 30 de dezembro de 2016 contra o jovem prodígio Cody Garbrandt. Apesar de ser uma grande zebra nas casas de apostas Cody, acabou surpreendendo não só o campeão, mas a todos, vencendo por decisão unânime (48-46, 48-47, 48-46).

## Vida pessoal
Cruz morava com a mãe e irmão em Tucson, Arizona, até que foi expulso de casa por dar uma festa. Ele trabalhou como representante comercial. Antes de se tornar lutador, estava estudando para ser um bombeiro em um colégio da comunidade.

## Campeonatos e realizações
- Ultimate Fighting Championship
  - Campeão Peso Galo do UFC (Duas vezes)
  - Luta da Noite (Três vezes)
  - Performance da Noite (Uma vez)

- World Extreme Cagefighting
  - Campeão Peso Galo do WEC (Uma vez; último)
  - Luta da Noite (Uma vez)

- Total Combat
  - Campeão Pena Total Combat (Uma vez)
  - Campeão Leve Total Combat (Uma vez)

- ESPN
  - 2011 Luta do Mês vs Urijah Faber em 2 de julho

- USA Today
  - Lutador do Ano de 2010

## Cartel do MMA
| Cartel no MMA   |             |            |
| 27 lutas        | 24 vitórias | 3 derrotas |
| Por nocaute     | 7           | 1          |
| Por finalização | 1           | 1          |
| Por decisão     | 16          | 1          |

| Res.    | Cartel | Oponente           | Método                               | Evento                              | Data       | Round | Tempo | Local                  | Notas                                                                                              |
| ------- | ------ | ------------------ | ------------------------------------ | ----------------------------------- | ---------- | ----- | ----- | ---------------------- | -------------------------------------------------------------------------------------------------- |
| Derrota | 24-4   | Marlon Vera        | Nocaute (chute na cabeça)            | UFC on ESPN: Vera vs. Cruz          | 13/08/2022 | 4     | 2:17  | San Diego, California  | |
| Vitória | 24-3   | Pedro Munhoz       | Decisão (unânime)                    | UFC 269: Oliveira vs. Poirier       | 11/12/2021 | 3     | 5:00  | Las Vegas, Nevada      | Luta da Noite.                                                                                     |
| Vitória | 23-3   | Casey Kenney       | Decisão (dividida)                   | UFC 259: Blachowicz vs. Adesanya    | 06/03/2021 | 3     | 5:00  | Las Vegas, Nevada      | |
| Derrota | 22-3   | Henry Cejudo       | Nocaute Técnico (joelhada e socos)   | UFC 249: Ferguson vs. Gaethje       | 09/05/2020 | 2     | 4:58  | Jacksonville, Florida  | Pelo Cinturão Peso Galo do UFC.                                                                    |
| Derrota | 22-2   | Cody Garbrandt     | Decisão (unânime)                    | UFC 207: Nunes vs. Rousey           | 30/12/2016 | 5     | 5:00  | Las Vegas, Nevada      | Perdeu o Cinturão Peso Galo do UFC; Luta da Noite.                                                 |
| Vitória | 22-1   | Urijah Faber       | Decisão (unânime)                    | UFC 199: Rockhold vs. Bisping II    | 04/06/2016 | 5     | 5:00  | Inglewood, Califórnia  | Defendeu o Cinturão Peso Galo do UFC.                                                              |
| Vitória | 21-1   | T.J. Dillashaw     | Decisão (dividida)                   | UFC Fight Night: Dillashaw vs. Cruz | 17/01/2016 | 5     | 5:00  | Boston, Massachusetts  | Ganhou o Cinturão Peso Galo do UFC; Luta da Noite.                                                 |
| Vitória | 20-1   | Takeya Mizugaki    | Nocaute Técnico (socos)              | UFC 178: Johnson vs. Cariaso        | 27/09/2014 | 1     | 1:01  | Las Vegas, Nevada      | Performance da Noite.                                                                              |
| Vitória | 19-1   | Demetrious Johnson | Decisão (unânime)                    | UFC Live: Cruz vs. Johnson          | 01/10/2011 | 5     | 5:00  | Washington, D.C.       | Defendeu o Cinturão Peso Galo do UFC. Por consecutivas lesões, vagou o título.                     |
| Vitória | 18-1   | Urijah Faber       | Decisão (unânime)                    | UFC 132: Cruz vs. Faber II          | 02/07/2011 | 5     | 5:00  | Las Vegas, Nevada      | Defendeu o Cinturão Peso Galo do UFC; Luta da Noite.                                               |
| Vitória | 17-1   | Scott Jorgensen    | Decisão (unânime)                    | WEC 53: Henderson vs. Pettis        | 16/12/2010 | 5     | 5:00  | Glendale, Arizona      | Defendeu o Cinturão Peso Galo do WEC e Ganhou o Cinturão Peso Galo do UFC.                         |
| Vitória | 16-1   | Joseph Benavidez   | Decisão (dividida)                   | WEC 50: Cruz vs. Benavidez II       | 18/08/2010 | 5     | 5:00  | Las Vegas, Nevada      | Defendeu o Cinturão Peso Galo do WEC.                                                              |
| Vitória | 15-1   | Brian Bowles       | Nocaute Técnico (interrupção médica) | WEC 47:Bowles vs. Cruz              | 06/03/2010 | 2     | 5:00  | Columbus, Ohio         | Ganhou o Cinturão Peso Galo do WEC.                                                                |
| Vitória | 14-1   | Joseph Benavidez   | Decisão (unânime)                    | WEC 42: Torres vs. Bowles           | 09/08/2009 | 3     | 5:00  | Las Vegas, Nevada      | Luta da Noite.                                                                                     |
| Vitória | 13-1   | Iván López         | Decisão Técnica (unânime)            | WEC 40: Torres vs. Mizugaki         | 05/04/2009 | 3     | 3:24  | Chicago, Illinois      | Lopez recebeu um golpe ilegal e foi incapaz de continuar. A luta foi encerrada e foi para decisão. |
| Vitória | 12-1   | Ian McCall         | Decisão (unânime)                    | WEC 38: Varner vs. Cerrone          | 25/01/2009 | 3     | 5:00  | San Diego, Califórnia  | |
| Vitória | 11-1   | Charlie Valencia   | Decisão (unânime)                    | WEC 34: Faber vs. Pulver            | 01/06/2008 | 3     | 5:00  | Sacramento, Califórnia | Estreia no Peso Galo.                                                                              |
| Vitória | 10-1   | Kenneth Aimes      | Nocaute (socos)                      | TC 27 - Total Combat 27             | 22/03/2008 | 1     | N/A   | Yuma, Arizona          | |
| Derrota | 9-1    | Urijah Faber       | Finalização (guilhotina)             | WEC 26: Cruz vs. Faber              | 24/03/2007 | 1     | 1:40  | Las Vegas, Nevada      | Pelo Cinturão Peso Pena do WEC.                                                                    |
| Vitória | 9-0    | Shad Smith         | Decisão (unânime)                    | TC 18 - Nightmare                   | 04/11/2006 | 2     | 5:00  | San Diego, Califórnia  | |
| Vitória | 8-0    | Juan Miranda       | Finalização (mata leão)              | TC 16 - Annihilation                | 09/09/2006 | 1     | 4:00  | San Diego, Califórnia  | |
| Vitória | 7-0    | Dave Hisquierdo    | Decisão (dividida)                   | TC 15 - Total Combat 15             | 15/07/2006 | 3     | 5:00  | San Diego, Califórnia  | |
| Vitória | 6-0    | Michael Barney     | Nocaute Técnico (socos)              | RITC 79 - The Rage Returns          | 24/02/2006 | 1     | 2:45  | Tucson, Arizona        | |
| Vitória | 5-0    | Nick Hedrick       | Decisão (unânime)                    | RITC 75 - Friday Night Fights       | 30/09/2005 | 3     | 3:00  | Glendale, Arizona      | |
| Vitória | 4-0    | Josh Donahue       | Nocaute Técnico (socos)              | RITC 74 - In Your Face              | 10/09/2005 | 2     | 1:09  | Casa Grande, Arizona   | |
| Vitória | 3-0    | Tom Schwager       | Nocaute Técnico (socos)              | RITC 73 - Arizona vs Nevada         | 06/08/2005 | 1     | 0:56  | Glendale, Arizona      | |
| Vitória | 2-0    | Rosco McClellan    | Nocaute Técnico (socos)              | RITC 70 - Rage in the Cage 70       | 11/06/2005 | 2     | 1:26  | Glendale, Arizona      | |
| Vitória | 1-0    | Eddie Castro       | Decisão (dividida)                   | RITC 67 - Back to the Dodge         | 29/01/2005 | 3     | 3:00  | Phoenix, Arizona       | |